# بابا مردوخ روحاني
بابا مردوخ روحاني (بكوردى: بابا مهردووخي ڕۆحاني Baba Merdûxê Rûhanî) ولد في عام 1923 لأسرة كردية، في مدينة كامياران. بدأ بالدراسة على أبيه ثم ذهب إلى مدرس آخر. ذهب إلى مدينة طهران عاصمة بلاد إيران ودرس عند علما مشاهير علماء عصره في إيران على سبيل المثال: بديع الزمان فروزانفر.
ألّف العديد من الكتب في موضوعات: الفقه، المنطق، التفسير، الرياضيات، العروض وغيرها. أكثر كتبه شهرة هو: «تاريخ مشاهير كورد».
توفي عام 1989 بسبب مرض السرطان.